# Грб општине Бечеј
Грб општине Бечеј је округлог облика. 
У спољашњем кругу на белој подлози црним словима на латинском језику стоји натпис: „SIGILLUM PRIVILEGIATI ET REGIO CORONALIS DISTRICTUS CIS-TYBISCANI ANNO 1800“. У унутрашњем кругу је штит са шиљастим подножјем (барокна варијанта) са биљном геометријском орнаментиком златне боје на тамносмеђој позадини. Штит је окруњен лиснатом круном и налази се унутар кружног печата. Штит је подељен хоризонтално на два једнака дела са стилизованим таласима реке Тисе сребрне боје. Унутар штита у горњем делу на црвеној подлози се налазе два аморета који држе круну, испод које су златном бојом исписани иницијали “Ф II.” (Хабсбуршког цара Фрање II.), док је у доњем делу штита на плавој подлози фигура која представља светог великомученика Георгија, који убија аждају, као и три златне звездице са леве стране, односно седам са десне стране, а подлога подножја је зелене боје. 